# Alko
Alko er en finsk statsejet virksomhed, som har monopol på salg af alkoholiske produkter med en alkoholprocent på mere end 5,5% i Finland. Drikke med lavere alkoholprocent sælges i normale dagligvarebutikker. Produkter stærkere end 22% må i følge finsk lov ikke sælges til personer under 20 år; aldersgrænsen for svagere produkter er 18 år. Derudover må alkoholiske produkter må ikke sælges til berusede.
Alko styres og overvåges af Social- og sundhedsministeriet, og dets hovedsæde ligger i Helsinki. Tidligere stod Alko udover salg også for fremstilling og produktion af alkoholiske produkter, men det er nu overgået til selskabet Altia. Alko har i dag 362 butikker og yderlige 100 opsamlingspunkter i Finland.
Alko er et direkte svar på de øvrige nordiske alkoholmonopoler, specielt det norske Vinmonopolet, det svenske Systembolaget, det færøske Rúsdrekkasøla Landsins og det islandske Vínbúðin.